# هيرب جونسون
هيرب جونسون (16 ديسمبر 1962 في الولايات المتحدة - ) (بالإنجليزية: Herb Johnson)‏ هو لاعب كرة سلة أمريكي في مركز هجوم قوي الجسم.

## وصلات خارجية
- هيرب جونسون على موقع سبورتس رفرنس (الإنجليزية)
- هيرب جونسون على موقع كرة السلة الأوروبية.كوم (الإنجليزية)
- هيرب جونسون على موقع كلية كرة السلة في سبورتس رفرنس.كوم (الإنجليزية)
- هيرب جونسون على موقع ريلجم (الإنجليزية)
- هيرب جونسون على موقع بروبوليرز (الإنجليزية)